# 타와다 요코

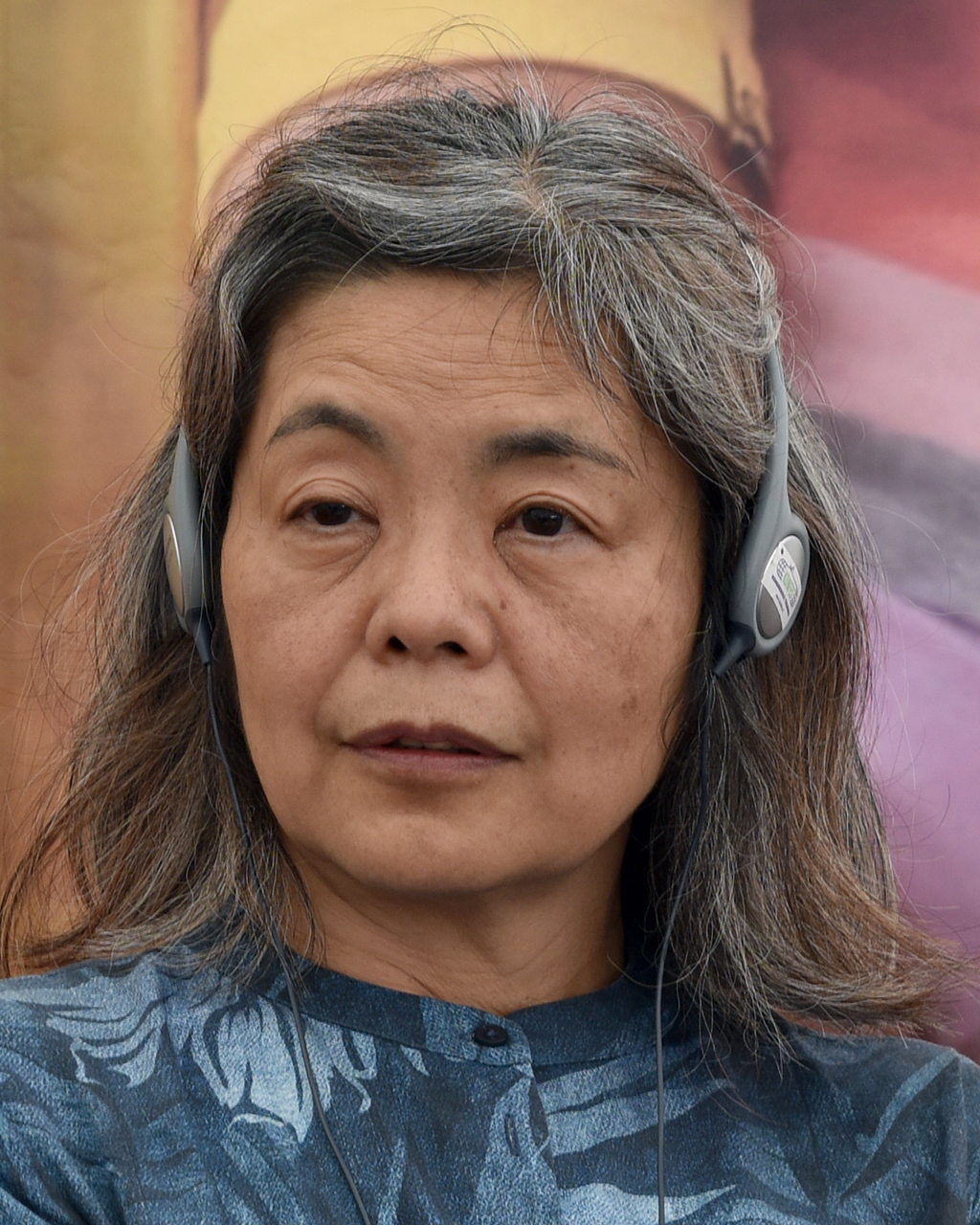

타와다 요코(多和田葉子, 1960년 3월 23일 ~ )는 현재 독일 베를린에 살고 있는 일본의 작가이다. 일본어와 독일어로 집필한다. 타와다는 아쿠타가와 류노스케상, 타니자키상, 노마문학상, 이즈미 교카 문학상, 괴테 메달, 내셔널 북 어워드 등 수많은 문학상을 수상했다.